# Casatejada
Casatejada (extremadurai nyelven Casa-Tejá) település Spanyolországban, Cáceres tartományban. Casatejada Talayuela, Navalmoral de la Mata, Saucedilla, Toril, Majadas, Jaraíz de la Vera és Collado községekkel határos. Lakosainak száma 1382 fő (2024).

## Népesség
A település népessége az elmúlt években az alábbi módon változott:
| Lakosok száma | 1344 | 1324 | 1341 | 1399 | 1461 | 1439 | 1413 | 1360 | 1343 | 1382 |
|               | 2001 | 2004 | 2006 | 2009 | 2011 | 2014 | 2016 | 2019 | 2021 | 2024 |